# Keilschrifturkunden aus Boghazköi
Die Keilschrifturkunden aus Boghazköi (kurz: KUB) sind eine 60 Bände umfassende wissenschaftliche Schriftenreihe, in der bis 1990 thematisch sortiert Textpublikationen auf dem Gebiet der Hethitologie erfolgten.
Die Reihe wurde 1921 ins Leben gerufen und löste die vorübergehend eingestellte Reihe Keilschrifttexte aus Boghazköi ab. Nach dem Zweiten Weltkrieg wurden die Keilschrifturkunden aus Boghazköi in Ostdeutschland herausgeben, während man in Westdeutschland parallel dazu die Keilschrifttexte aus Boghazköi fortsetzte. Während die ersten 32 Bände von der Vorderasiatischen Abteilung der Staatlichen Museen zu Berlin (heute Vorderasiatisches Museum Berlin) herausgegeben wurden, gab die Deutsche Orient-Gesellschaft die beiden folgenden Bände heraus. Ab Band 35 zeichnete das Institut für Orientforschung der Deutschen Akademie der Wissenschaften für die Herausgabe verantwortlich. Mit der Wende wurde die Reihe eingestellt.